# Dicranomyia (Dicranomyia) fulvinota
Dicranomyia (Dicranomyia) fulvinota is een tweevleugelige uit de familie steltmuggen (Limoniidae). De soort komt voor in het Australaziatisch gebied.